# Engeland (Hardenberg)
Engeland is een buurtschap in de gemeente Hardenberg in de Nederlandse provincie Overijssel. Voorheen lag de buurtschap in de voormalige gemeente Gramsbergen. De buurtschap ligt ten noorden van de stad Hardenberg, dicht bij de buurtschap Ane.  De naam Engeland komt van weiland, en deze naam is in de omgeving vooral bekend door een klein bos, iets ten noorden van de N34, dat het Engelandsche Bosch wordt genoemd.
Het gebied is heel afwisselend, met bos, bloemrijke weilanden, zandverstuivingen en een grotendeels dichtgegroeide Vechtarm, een rivierbocht van de Overijsselse Vecht, die apart kwamen te liggen toen de Vecht gedeeltelijk werd gekanaliseerd.